# NGC 919
NGC 919 ist eine Spiralgalaxie vom Hubble-Typ Sab im Sternbild Widder auf der Ekliptik. Sie ist schätzungsweise 467 Millionen Lichtjahre von der Milchstraße entfernt und hat einen Durchmesser von etwa 165.000 Lj.
Im selben Himmelsareal befinden sich u. a. die Galaxien NGC 904, NGC 915, NGC 916, NGC 928.
Das Objekt wurde am 5. September 1864 von dem Astronomen Albert Marth mithilfe eines 48-Zoll-Teleskops entdeckt.